# 1812-й. Вітчизняна. Велика
«1812-й. Вітчизняна. Велика» (рос. 1812-й. Отечественная. Великая) — історичний документально-ігровий фільм російського виробництва, що було знято Іваном Скворцовим та Романом Бєлим у 2012 році під керівництвом Олексія Пивоварова. Прем'єра кінострічки відбулася на російському телеканалі НТВ 7 вересня 2012 року з нагоди річниці Бородінської битви.

## Синопсис
Кореспондентка Маша має зробити репортаж про людей, які займаються реконструкцією історичних подій франко-російської війни 1812 року. Натомість самі «рольовики» пропонують їй розповісти не про них, а про справжніх героїв тих часів. От тільки кожен з них бачить героями зовсім різних людей. Маша опиняється у вирі фантазій та суперечок чотирьох реконструкторів, завдяки яким переносить на 200 років у минуле.
Автори фільму спробували відійти від канонічного сприйняття подій 1812 року та підняти багато питань, що зацікавлять глядача: «Яку роль у перемозі відіграли імператор Олександр I та генерал-фельдмаршал Кутузов? Чи не перебільшена роль народного ополчення у бойових діях?». Та головним питання, безумовно є наступне: «Хто переміг у 1812 році?». Саме його й було винесено як підзаголовок фільму. І відповідь на нього не настільки очевидна, як може здатися на перший погляд.

## В головних ролях
- Віра Строкова — Маша, кореспондентка
- Юрій Чурсін — Наполеон / французький офіцер
- Олег Любімов — Олександр I / російський гусар
- Марк Рудінштейн — Кутузов / генерал
- Михайло Левченко — солдат

## Знімальна група
- Автори сценарію: Катерина Афоніна, Роман Бєлий
- Режисери: Іван Скворцов, Роман Бєлий
- Керівник проекту: Олексій Пивоваров
- Оператор-постановник: Вадим Деєв
- Художник-постановник: Денис Ігнатович

## Цікаві факти
- Генеральним спонсором проекту став російський банк ВТБ.
- Одна з заключних сцен фільму знімалася не на Смоленській дорозі, де події відбувалися насправді, а у віддаленому куточку парку «Останкіно» на території садиби графів Шереметьєвих.
- Щоб розібратися у деталях та максимально точно відтворити події 1812 року, творці кінофільму запросили до співпраці істориків і реконструкторів з військових клубів, що відповідали за достовірність зброї, амуніції та костюмів.
- Деякими критиками фільм було названо «русофобським»[1].